# Mark H. Dunnell
Pour les articles homonymes, voir Dunnell.
Mark Hill Dunnell, né le 2 juillet 1823 à Buxton (Maine) et mort le 9 août 1904 à Owatonna (Minnesota), est un homme politique américain. Membre du Parti républicain, il est élu pour le Minnesota à la Chambre des représentants des États-Unis de 1871 à 1883 puis de 1889 à 1891.

## Biographie

### Débuts dans le Maine
Originaire du Maine, Mark H. Dunnell est diplômé du Waterville College en 1849. Il devient principal de plusieurs écoles. Il est élu à la Chambre des représentants du Maine en 1854 puis au Sénat de l'État l'année suivante. Il est plusieurs fois superintendant des écoles publiques du Maine dans les années 1850. Diplômé du barreau en 1856, Dunnell devient avocat à Portland en 1860. Durant la guerre de Sécession, il est colonel dans l'armée de l'Union.

### Carrière dans le Minnesota

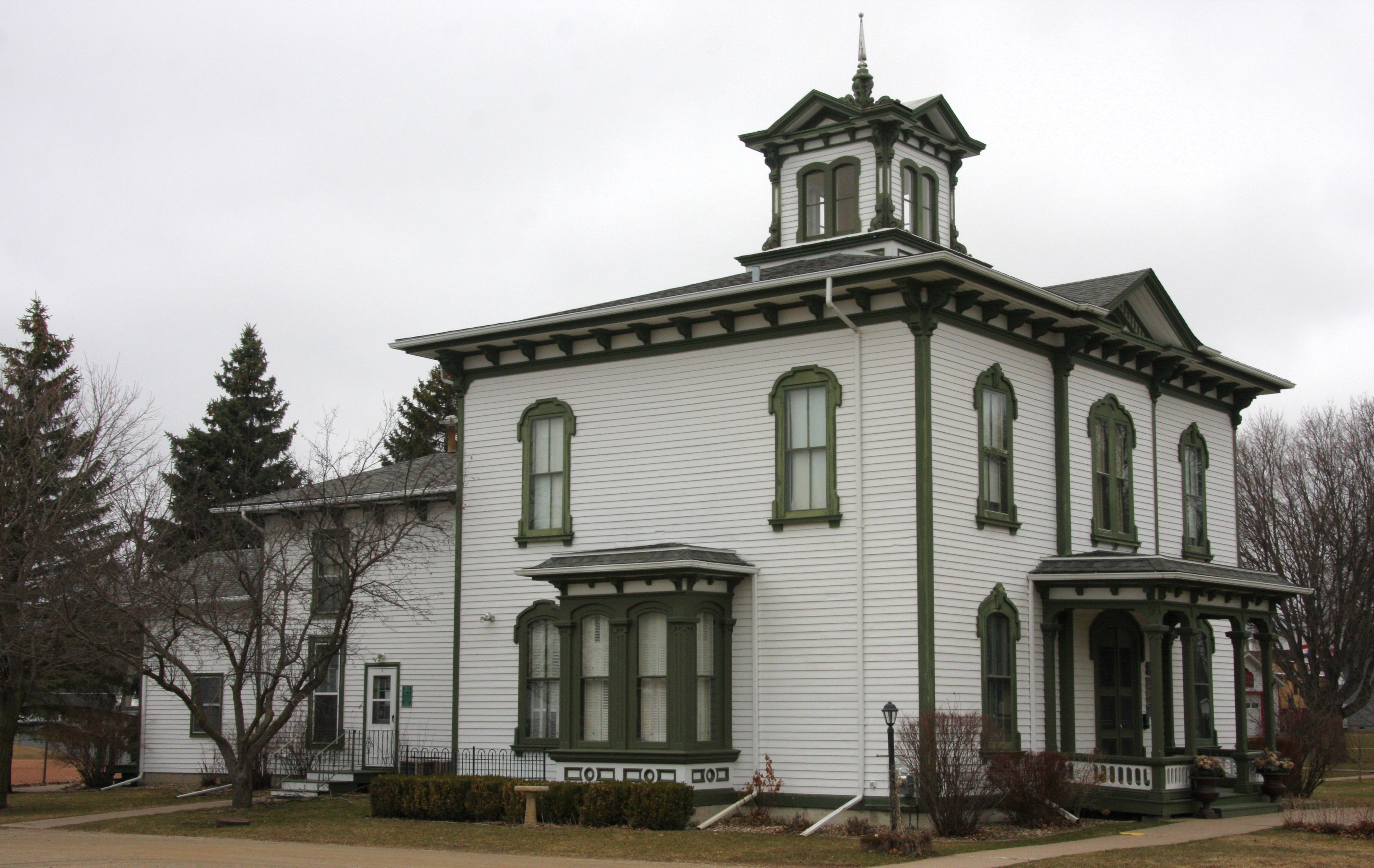
L'ancienne maison de Dunnell à Owatonna.

Dunnell s'installe dans le Minnesota après la guerre, d'abord à Winona (1865) puis à Owatonna (1867). Il est élu à la Chambre des représentants du Minnesota puis est nommé superintendant de l'instruction publique de l'État en 1867. Il démissionne de son poste trois ans plus tard.
En 1870, il est candidat à la Chambre des représentants des États-Unis dans le 1er district du Minnesota. Il remporte l'investiture républicaine face au sortant Morton S. Wilkinson (en) puis l'élection générale avec près de 14 points d'avance sur le démocrate Cornelius Buck. Deux ans plus tard, il est réélu avec plus de 30 points d'avance sur Wilkinson (devenu démocrate). Il est facilement réélu en 1874, 1876, 1878 et 1880 mais ne se représente pas en 1882. Il échoue à entrer au Sénat l'année suivante,. Il retrouve son ancien siège à la Chambre des représentants en 1888 en battant le démocrate Thomas Wilson (en) de cinq points. Il est cependant battu deux ans plus tard par William H. Harries (en) qui le devance de sept points.

### Famille
Dunnell a cinq enfants avec son épouse Sarah : Warren, Ellen, Fanny, Mark B. et Alice.